# Fritz Zwicky
Fritz Zwicky [fríc cvíki], švicarski astronom, * 14. februar 1898, Varna, Bolgarija, † 8. februar 1974, Pasadena, Kalifornija, ZDA.

## Življenje in delo
Zwicky je študiral na Švicarski državni tehniški visoki šoli (ETH) v Zürichu in leta 1922 doktoriral. Leta 1925 je prišel v ZDA in poučeval na Tehniški visoki šoli Caltech v Pasadeni in deloval na observatorijih Mt. Wilson in Mt. Palomar. V ZDA je ostal do konca življenja in ohranil švicarsko državljanstvo.
Odkril je strnjene (kompaktne) galaksije. Imajo zelo močan izsev po površinski enoti in jih le s težavo ločimo od zvezd. Raziskoval je supernove. Neodvisno od Walterja Baadeja je podal domnevo o obstoju nevtronskih zvezd. Te bi oddajale kozmične žarke. Astronomi so do takrat odkrili že mnogo navadnih nov, leta 1885 pa so v Andromedini galaksiji M31 (ali meglici, kakor so jo imenovali tedaj) opazili neko novo z 7m, tako da je bila vidna že skoraj s prostim očesom. Ko je Hubble ocenil oddaljenost Andromedine galaksije na 800.000 svetlobnih let, so spoznali, da mora biti ta nova več kot milijonkrat svetlejša od navadnih zvezd. Supernova je potemtakem zvezda, ki se popolnoma razleti v veliki eksploziji, medtem ko navadna nova odpihne morda samo 1/100 svoje mase, nato pa spet zaživi kot navadna zvezda. Izredno svetli novi, ki sta ju opazila de Brahe in Kepler, sta morali biti supernovi, ki sta se pojavili v naši Galaksiji. Prav tako je morala biti takšna tudi nova iz leta 1054, ki je končala kot Rossejeva Rakova meglica.
Zwicky je raziskoval tudi jate galaksij. Leta 1932 je uporabil hitrost galaksij, zbranih v jati v Berenikinih kodrih, za merjenje celotne mase jate. Ko je tako dobljeno maso primerjal z izsevano svetlobo jate, je dobil osupljivo razmerje, ki je kar 1000-krat večje od istega razmerja za Sonce. Na vsak Sončev izsev pride v tej galaktični jati 1000 Sončevih mas. Uporabljal pa je desetkrat manjšo razdaljo do jate, zato ni dobil pravega rezultata. Med tem je odkril tudi nekaj nenavadnega. Medsebojne hitrosti posameznih galaksij v jati so prevelike, da bi jih lahko zadržala skupaj le njihova težnost. Zanj sta bili možni dve rešitvi. Ali je jata zelo kratkoživa in je le naključni skupek galaksij, ali pa vsebuje veliko več snovi, kot je lahko vidimo. Od takrat so odkrili še veliko podobnih jat in izkazalo se je, da je pojav preveč pogost, da bi šlo le za naključje. Tako je veliko bolj verjetno, da takšne jate galaksij vsebujejo več snovi in jih gravitacija veže močneje, kot pa bi zaključili le na podlagi vidnih galaksij.
Istočasno kot Zwicky je Oort odkril nekaj podobnega o naši Galaksiji. Tudi v njej se skriva več, kot je videti. Leta 1942 je Zwicky končno pokazal, da je porazdelitev galaksij v jati statistično podobna porazdelitvi plinskih molekul v toplotnem ravnovesju.
Leta 1937 je Zwicky na podlagi izračunov uvidel, da bi prek nekaterih galaksij lahko opazili pojav gravitacijskega lečenja, pojav, ki ga je napovedala Einsteinova splošna teorija relativnosti.
Med prvimi je začel s pridom uporabljati Schmidtove daljnoglede. Med letoma 1961 in 1968 je izdelal Katalog galaksij in jat galaksij (Catalogue of Galaxies and of Clusters of Galaxies, (CGCG)), ki vsebuje 9134 jat galaksij.
Zwicky je bil znan kot zelo osorna osebnost.

## Priznanja

### Nagrade
Leta 1972 mu je Kraljeva astronomska družba (RAS) podelila zlato medaljo.

### Poimenovanja
Po njem se imenuje asteroid 1803 Zwicky in udarni krater Zwicky na Luni.